# Robert Adams (Mediziner)
Robert Adams (* um 1791 in Dublin; † 13. Januar oder 16. Januar 1875 ebenda) war ein irischer Chirurg und (pathologischer) Anatom.

## Leben
Robert Adams wurde als Sohn eines Anwalts geboren. Über seine frühen Lebensjahre ist wenig bekannt. Robert Adams war zweimal verheiratet. Sein Grab befindet sich in seiner Heimatstadt auf dem Mount Jerome Cemetery.

## Ausbildung und Beruf
Im Februar 1810 begann er seine medizinische Ausbildung mit einer Lehrstelle bei William Hartigan, dem führenden Chirurgen Dublins, nach dessen Tod er sich 1813 beim Generalarzt der Englischen Armee in Irland, George Stewart, weiter ausbilden konnte. Die Allgemeinerziehung erfolgte am Trinity College in Dublin, das er 1814 abschloss (B.A.). Weitere akademische Grade erwarb er in späterer Zeit (M.A. 1832, M.B., M.D. 1842, M.S. 1861). Um seine chirurgischen Kenntnisse zu vertiefen, hielt er sich einige Zeit auf dem Festland in chirurgischen Kliniken auf.
1815 nahm man ihn als Lizentiaten und 1818 als Fellow im Irish College of Surgeons auf; 1828 folgte die Mitgliedschaft im Royal College of Surgeons of Ireland. Adams arbeitete als Chirurg am Jervis Street Hospital und am Richmond Hospital (1835–1873) in Dublin. Mit Kirby und Read gründete er die Peter Street School of Medicine, von der er sich jedoch wieder trennte. Gemeinsam mit R. Carmichael und E. Mac Dowel baute er die Richmond School of Medicine auf (später Carmichael School genannt), wo er auch als University Professor chirurgische Vorlesungen abhielt. Als Königin Victoria 1868 die Professur zur Regius Professur erhob, wurde Adams erster Regius Professor für Chirurgie am Trinity College, Dublin.

## Leistungen
Adams war ein ausgezeichneter Chirurg und Anatom, er hatte die meisten seiner anatomischen Studien unter Leitung von Abraham Colles durchgeführt. Adams’ Ruhm beruhte hauptsächlich auf der erfolgreichen Monographie A Treatise on Rheumatic Gout, or Chronic Rheumatic Arthritis of all the Joints (chronische rheumatische Arthritis). Diese Arbeit galt lange Zeit als klassische Beschreibung dieses Krankheitsbildes (Adams litt selbst daran).
Neben Beiträgen über abnorme Gelenke verdienen vor allem die im Dublin Hospital Reports and Communications in Medicine and Surgery (1827), einer 100-seitigen Monographie, veröffentlichten Aufsätze über Herzkrankheiten Aufmerksamkeit. Er beschrieb nicht nur die Symptomatik und Pathologie des Herzblocks, sondern beschäftigte sich auch mit der Herzinsuffizienz aufgrund perikardialer Adhäsionen, der Herzhypertrophie, der Koronargefäßsklerose, mit Arrhythmien bei Herzklappenerkrankungen und mit der Angina pectoris.
Man wählte Adams dreimal zum Präsidenten des Royal College of Surgeons of Ireland und 1861 wurde er als Arzt der Königin in Irland und als Professor der Chirurgie an der Universität Dublin zugelassen. Darüber hinaus war er Mitglied einiger britischer und ausländischer medizinischer Gesellschaften.
Nach ihm und William Stokes ist das Adams-Stokes-Syndrom (Morgagni-Adams-Stokes-Syndrom) benannt, das Adams 1827 beschrieben hat.

## Schriften (Auswahl)
- Cases of diseases of the heart accompanied with pathological observations. In: Dublin Hospital Rep. Band 4, 1827, S. 353 ff.
- A Treatise on Rheumatic Gout, or Chronic Rheumatic Arthritis of all the Joints. London 1857.